# わんぱく相撲全国大会
わんぱく相撲全国大会（わんぱくずもうぜんこくたいかい）は、相撲の小学生対抗の大会である。

## 概要
小学生に広く相撲実践の機会を与え、心身の鍛錬と健康の増進をはかることを目的に、日本相撲連盟と東京青年会議所の主催により開催される。
国技館が両国に移転した1985年に、わんぱく相撲東京場所と共催で第1回わんぱく相撲全国大会が開催された。以降、毎年夏に両国国技館で全国大会が開催されている（ただし2019年・2025年は墨田区総合体育館で開催）。2020年のみ、新型コロナウイルスの影響で開催中止となった。

## 競技方法
個人戦
LOM大会と呼ばれる地区ごとの第一次予選と、ブロック大会と呼ばれるLOM大会の成績優秀者から都道府県代表を決める第二次予選（都道府県によっては開催されない）を経て全国大会出場者が決定する。全国大会では各学年別にトーナメント方式で試合を行い、横綱1名、大関1名、関脇2名、小結4名をそれぞれ決定する。
団体戦
選手の個人戦での成績を得点に換算し、チームに所属する全選手の合計得点が多い順に、優勝、準優勝、第3位を決定する。優勝チームには文部科学大臣杯と優勝旗が授与される。

## わんぱく横綱
個人戦の各学年の優勝者には、大会実行委員会からわんぱく横綱の称号が贈られる。わんぱく横綱は、翌年の全国大会で大相撲の横綱とほぼ同じ横綱土俵入りを披露することができる。
大相撲入りしたわんぱく横綱の経験者には、貴乃花光司(前身のわんぱく相撲東京場所で優勝)、普天王水、豪栄道豪太郎などがいる。